# Paloma Baeza
Paloma Baeza (Londra, 1º maggio 1975) è un'attrice e regista britannica.

## Filmografia parziale

### Attrice
Cinema
- Un ragazzo alla corte di re Artù (A Kid in King Arthur's Court), regia di Michael Gottlieb (1995)
- Sunburn, regia di Nelson Hume (1999)
- L'uomo senza legge (The Escapist), regia di Gillies MacKinnon (2002)
- Sunshine, regia di Danny Boyle (2007)

Televisione
- Mud – serie TV, 6 episodi (1994)
- Giuseppe (Joseph) – miniserie TV, 2 episodi (1995)
- L'Odissea (The Odyssey) – miniserie TV, 2 episodi (1997)
- Bramwell – serie TV, episodi 3x04-3x09 (1997)
- Far from the Madding Crowd, regia di Nicholas Renton – film TV (1998)
- Jack Frost (A Touch of Frost) – serie TV, episodio 6x03 (1998)
- Anna Karenina – miniserie TV, 4 episodi (2000)
- Rebel Heart – miniserie TV, 4 episodi (2001)
- The Way We Live Now (2001)
- Waking the Dead – serie TV, episodi 1x09-1x10 (2001)
- The Passion – serie TV, episodio 1x02 (2008)
- Spooks – serie TV, episodi 7x02-7x04-7x05 (2008)

### Regista
- Poles Apart – cortometraggio (2017)
- III – Ascolta bene e cerca la luce del sole (III: Listen Again and Seek the Sun), episodio di The House (2022)

## Vita privata
Sposata con lo scrittore, sceneggiatore e regista Alex Garland, ha avuto un figlio e una figlia con il marito.